# NGC 7673
NGC 7673 је спирална галаксија у сазвежђу Пегаз која се налази на NGC листи објеката дубоког неба.
Деклинација објекта је + 23° 35' 21" а ректасцензија 23h 27m 41,2s. Привидна величина (магнитуда) објекта NGC 7673 износи 12,5 а фотографска магнитуда 13,2. NGC 7673 је још познат и под ознакама UGC 12607, MCG 4-55-14, MK 325, IRAS 23252+2318, KCPG 584A, 4ZW 149, VV 619, KUG 2325+233, CGCG 476-42, PGC 71493.